# 1042 Amazone
Amazone (asteroide 1042) é um asteroide da cintura principal com um diâmetro de 73,64 quilómetros, a 2,9321459 UA. Possui uma excentricidade de 0,0944513 e um período orbital de 2 128,17 dias (5,83 anos).
Amazone tem uma velocidade orbital média de 16,55220556 km/s e uma inclinação de 20,69475º.
Esse asteroide foi descoberto em 22 de abril de 1925 por Karl Reinmuth.
Seu nome é uma referência ao Rio Amazonas, no Brasil.